# Vladimír Syrovátka
Vladimír Syrovátka, född 19 juni 1908 i Zdolbuniv, död 14 september 1973 i Prag, var en  tjeckoslovakisk kanotist.
Han blev olympisk guldmedaljör i C-2 1000 meter vid sommarspelen 1936 i Berlin.